# Петнист пръстенчат питон
Петнистите пръстенчати питони (Antaresia childreni) са вид влечуги от семейство Питонови (Pythonidae).
Разпространени са в северната част на Австралия.
Таксонът е описан за пръв път от британския зоолог и филателист Джон Едуард Грей през 1842 година.